# Продан, Юлиу
Юлиу Продан (рум. Iuliu Prodan; 1875—1959) — румынский ботаник.

## Биография
Юлиу Продан родился 29 октября 1875 года в деревне Киокиш на территории нынешнего жудеца Бистрица-Нэсэуд. Образование получал в Герле и Нэсэуде, после чего поступил в Клужский университет, который окончил в 1900 году.
Несколько лет Продан преподавал в средних школах в Герле, Нэсэуде, Эджере и Сомборе. В 1919 году он был назначен профессором кафедры ботаники и фитопатологии Агрономической исследовательской академии в Клуже (ныне — Университет сельскохозяйственных наук и ветеринарной медицины Клуж-Напоки), работал в этой должности до 1940 года.
В 1935 году Юлиу Продан был избран почётным членом Румынской академии наук, в 1955 году стал членом-корреспондентом Румынской Академии.
С 1949 года Ю. Продан работал над обработкой некоторых родов растений для многотомной монографии флоры Румынии Flora Republici Populare Române. Его авторству принадлежат раздел этой книги, описывающие роды Rumex, Chenopodium, несколько родов Caryophyllaceae, семейство Euphorbiaceae и выращиваемые в садах виды Rosa.
Юлиу Продан скончался 27 февраля (иногда указывается 27 января) 1959 года в Клуже.
В настоящее время гербарные образцы, собранные Ю. Проданом, хранятся в Институте биологии Румынской Академии в Бухаресте (BUCA) и Университете Клуж-Напока (CLA).

## Некоторые научные работы
- Prodan I. Flora pentru determinarea și descrierea plantelor ce crese in România. — Cluj, 1923. — 2 vols.
- Prodan I. Flora mică ilutrăta a României. — Cluj, 1928. — 518 p., 26 pl.
- Prodan I. Centaureele României. — Cluj, 1930. — 256 p., 63 pl.
- Prodan I. Conspectul florei Dobrogei. — Cluj, 1935. — 170 p.

## Некоторые виды растений, названные в честь Ю. Продана
- Hieracium prodanianum Nyár. & Zahn, 1929